# 哈佳奇条约

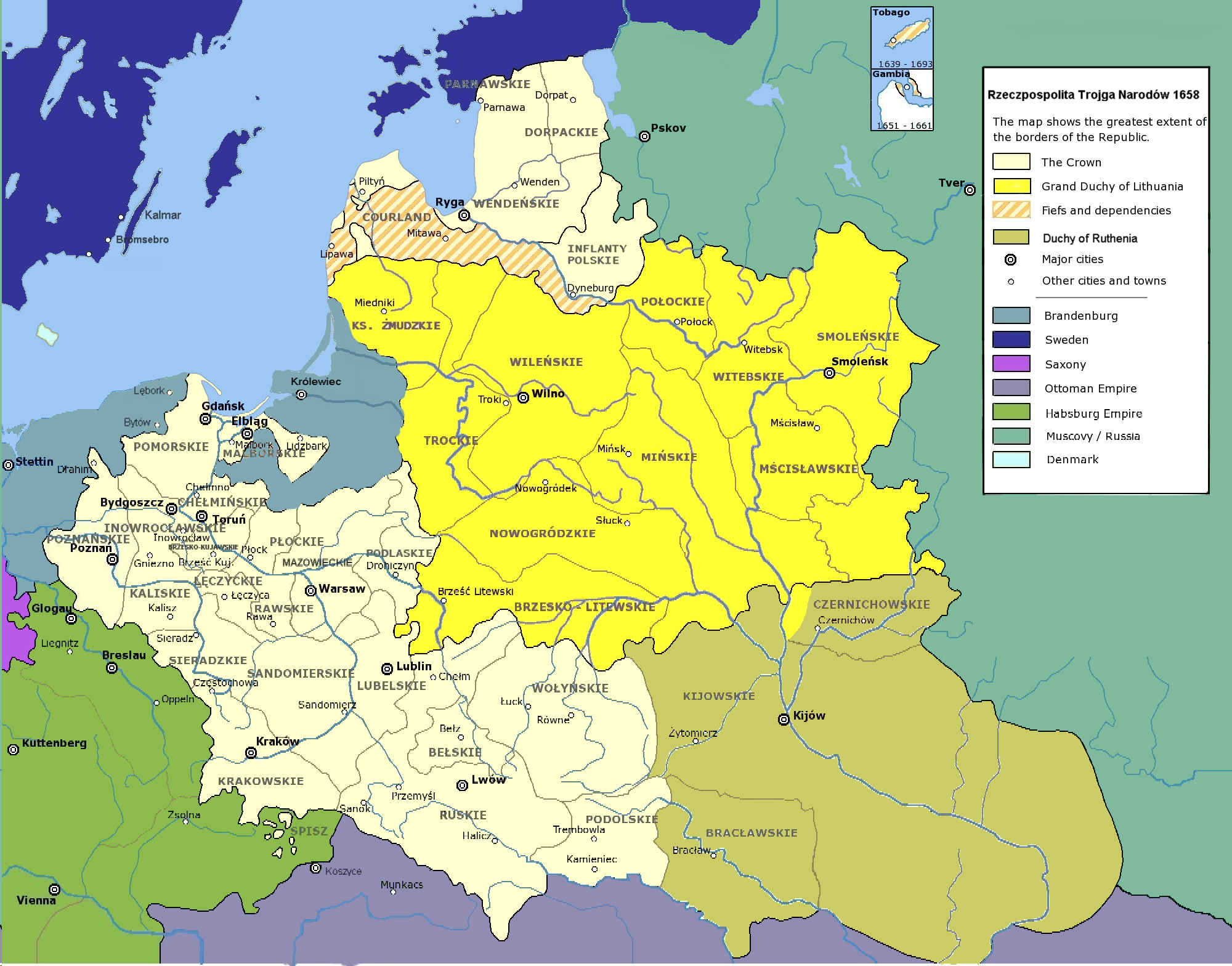
1658年《哈佳奇条约》规定的波兰-立陶宛-鲁塞尼亚联邦划分概念

《哈佳奇条约》（波蘭語：ugoda hadziacka）是1658年9月16日波兰-立陶宛联邦和扎波罗热哥萨克人双方代表在哈佳奇（今属乌克兰）签订的和平条约。条约旨在将哥萨克人和鲁塞尼亚人提升到与波兰和立陶宛在波兰-立陶宛联盟中同等的地位，事实上将波兰-立陶宛联邦转变成为波兰-立陶宛-鲁塞尼亚联邦（ Rzeczpospolita Trojga Narodów）。然而，《哈佳奇条约》并未得到执行。

## 条款
《哈佳奇条约》具体条文如下：

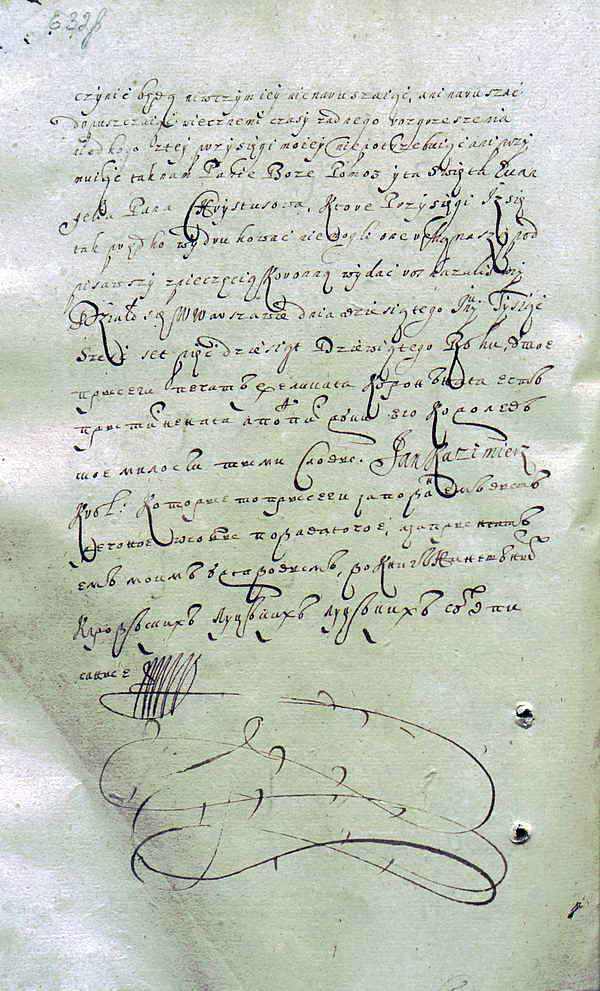
1659年6月10日波兰国王兼立陶宛大公扬·卡齐米日对哈佳奇条约签署的批准书

- 创立鲁塞尼亚大公国，下辖切尔尼戈夫省、基辅省和布拉茨拉夫省，作为一个平等的三位一体的“共和国”（Rzecz Pospolita）的一部分，与波兰王国和立陶宛大公国地位对等；

- 鲁塞尼亚大公国由哥萨克长官（黑特曼）统治，由社会各个阶层共同推选的四名候选人中选举产生，经过波兰国王的确认，终身任职；

- 在鲁塞尼亚大公国内部建立地方政府，采用波兰的管理方式；

- 在鲁塞尼亚大公国恢复法律、法院和行政管理体制，恢复1648年之前的管理模式；

- 鲁塞尼亚大公国不得与其他国家建立独立关系；

- 东正教徒有权在议会中拥有席位；

- 大公国可自行设立印钞厂，铸造以一位共同国王为形象的货币；

- 大公国拥有自己的武装部队，其中哥萨克人数为六万人，雇佣兵一万人；

- 恢复大量土地所有权、农奴制度和所有1648年之前的义务；

- 保证哥萨克阶层的旧有权利和特权，每个团有权利申请100名哥萨克被封为贵族，由国王任命；

- 在鲁塞尼亚大公国境内废止布列斯特联盟，保障东正教和天主教教徒自由信仰，基辅大主教和其他五位主教在议会中永久拥有席位；

- 波兰和立陶宛的军队不得进入鲁塞尼亚大公国领土，除非发生紧急情况，此时军队受哥萨克长官指挥；

- 建立两所大学，即基辅莫希拉学院和一个新建的大学，两所大学享有和克拉科夫亞捷隆大學的同等权利，用拉丁文授课；

- 全国范围内，允许设立高等学院和中学，有权用拉丁文授课；

- 在出版物不得对国王进行人身攻击的前提下，保证出版自由。